# Sung Chen-Hsien
Sung Chen-Hsien es un deportista taiwanés que compitió en taekwondo. Ganó una medalla de plata en los Juegos Asiáticos de 1998 en la categoría de –70 kg.

## Palmarés internacional
| Representando a China Taipéi |                     |                  |           |
| Juegos Asiáticos             |                     |                  |           |
| Año                          | Lugar               | Medalla          | Categoría |
| 1998                         | Bangkok (Tailandia) | Medalla de plata | –70 kg    |